# Má
Má (麻) is een Chinese familienaam. In Hongkong wordt deze naam door HK-romanisatie geromaniseerd als Ma. Má staat op de 135e plaats in de Baijiaxing. Men moet deze naam niet verwarren met Mǎ dat in hanzi anders wordt geschreven en in de Chinese talen en dialect een andere toonhoogte hebben bij het uitspreken van deze naam. De naam Mǎ komt veel vaker voor dan de naam Má.

## Nederland
De Nederlandse Familienamenbank geeft de volgende statistieken weer:
| familienaam | aantal in 1947 | aantal in 2007 |
| ----------- | -------------- | -------------- |
| Ma          | 15             | 243            |

## Bekende personen met de naam
- Ma Gui
- Ma Pingheng (麻平衡)